# علف‌انبانی ارغوانی
آتریکالاریا ارغوانی (نام علمی: Utricularia purpurea) نام یک گونه از سرده علف‌انبانی است.